# Angwantibo
Angwantibo (Arctocebus) – rodzaj ssaków naczelnych z podrodziny Perodicticinae w obrębie rodziny lorisowatych (Lorisidae).

## Rozmieszczenie geograficzne
Rodzaj obejmuje gatunki występujące w zachodniej i środkowej Afryce.

## Morfologia
Długość ciała 22–35 cm, ogona 1–2 cm; masa ciała 200–465 g.

## Systematyka
Rodzaj zdefiniował w 1863 roku zoolog John Edward Gray w artykule poświęconym rewizji taksonomicznej lemuro-podobnych zwierząt z opisem niektórych nowych gatunków, opublikowanym w czasopiśmie Proceedings of the Zoological Society of London. Gatunkiem typowym jest (oznaczenie monotypowe) angwantibo kalabarski (A. calabarensis).

### Etymologia
Arctocebus: gr. ἄρκτος arktos ‘niedźwiedź’; κηβος kēbos ‘długoogoniasta małpa’.

### Podział systematyczny
Do rodzaju należą następujące gatunki:
| Grafika | Gatunek                 | Autor i rok opisu  | Nazwa zwyczajowa      | Podgatunki         | Rozmieszczenie geograficzne | Podstawowe wymiary                        | Status IUCN |
| ------- | ----------------------- | ------------------ | --------------------- | ------------------ | --- | ----------------------------------------- | ----------- |
|         | Arctocebus calabarensis | (J.A. Smith, 1860) | angwantibo kalabarski | gatunek monotypowy | zachodnio-środkowa Afryka, od wschodniej części rzeki Niger (południowo-wschodnia Nigeria) do rzeki Sanaga (południowo-zachodni Kamerun)                                                                                                   | DC: 26–35 cm DO: około 1 cm MC: 230–465 g | NT          |
|         | Arctocebus aureus       | de Winton, 1902    | angwantibo złocisty   | gatunek monotypowy | Kamerun (południowa część rzeki Sanaga) na południe i wschód do systemu rzecznego rzek Kongo/Ubangi w Republice Środkowoafrykańskiej, Gwinei Równikowej (Mbini), Kongu, Gabonie i Angoli; być może zachodnia Demokratyczna Republika Konga | DC: 22–26 cm DO: 1–2 cm MC: 200–270 g     | LC          |

Kategorie IUCN:  LC  – gatunek najmniejszej troski,  NT  – gatunek bliski zagrożenia.